# Rosenstraße (Radebeul)
Die Rosenstraße ist eine Innerortsstraße der sächsischen Stadt Radebeul, gelegen im Stadtteil Serkowitz.

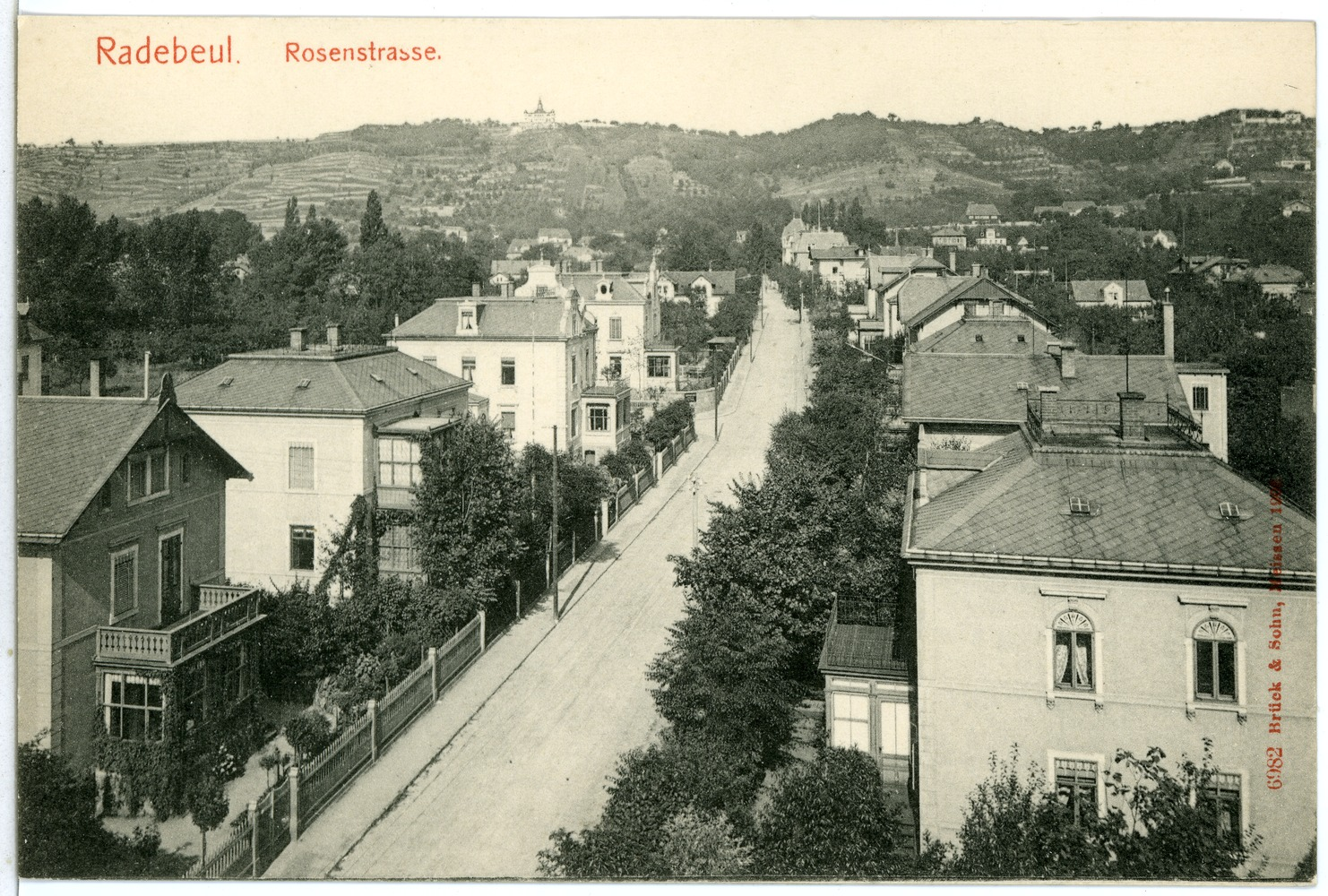
Villen in der Rosenstraße, 1905

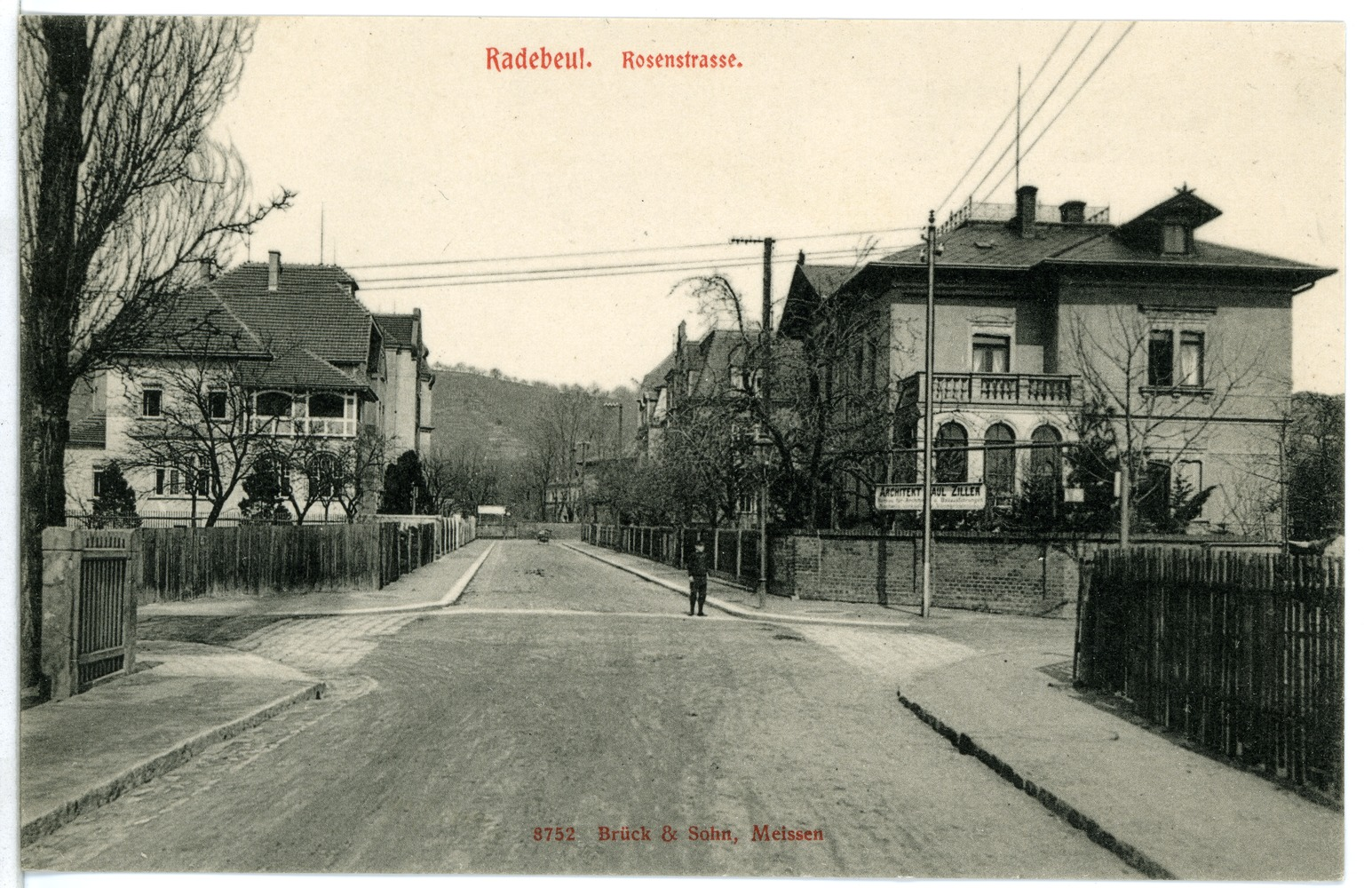
Villen in der Rosenstraße, Ecke Nizzastraße, 1907. Rechts die Nr. 20 mit dem Büro des Architekten Paul Ziller

## Bebauung
Zahlreiche denkmalgeschützte Villen insbesondere von der Baufirma „Gebrüder Ziller“ liegen entlang der Straße und sind daher in der Liste der Kulturdenkmale in Radebeul-Serkowitz aufgeführt, einige auch mit Querstraßenadressen:
- Nr. 3, Nr. 9, Nr. 11, Nr. 15, Nr. 16, Nr. 17, Nr. 18, Nizzastraße 24, Augustusweg 13a

## Namensgebung
Die Straße wurde im südlichen Bereich 1890 ausgebaut, im nördlichen Bereich 1900. Um diese Zeit erhielt sie ihren Namen Rosenstraße nach der anliegenden Gaststätte Rosenschänke.

## Bewohner
- Max Steinmetz, Alice Sommer, Paul Ziller